# Jacob Svetoslav
Jacob Svetoslav (vers 1210/1220 - entre 1275 et 1277) est un prince bulgare ou boyard. Détenant le titre de despote, il dirige une principauté semi-autonome au sein du second Empire bulgare, située autour de Sofia. Ambitieux, il convoite le titre d'empereur de Bulgarie et change à deux reprises d'allégeance entre la Bulgarie et le royaume de Hongrie, qui reconnaît son rang royal et le font prince de Vidin. 

## Biographie

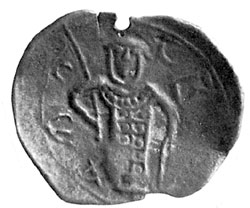
Exemple de pièce battue par Jacob Svietoslav.

Ses origines sont mal connues, même s'il pourrait être un lointain descendant de la noblesse slave orientale. L'historien Plamen Pavlov fait l'hypothèse qu'il serait un parent des princes de la Rus' de Kiev et place sa date de naissance dans la décennie 1210 ou 1220. A la fin des années 1250, il détient déjà une grande influence et se marie avec une fille de Théodore II Lascaris. Vers 1261, il a la dignité de despote, un titre de haute noblesse dans la Bulgarie médiévale, qui lui aurait été décerné par le tsar bulgare, certainement Constantin Ier Tikh Asen, plus que par l'empereur byzantin. Le tsar lui accorde comme fief un domaine au sud de la région de Vidin, à l'ouest de l'Empire bulgare. Les sources byzantines fixent cette région près du massif de l'Haemus (le Grand Balkan), soit plus proche de Sofia, entre la Hongrie au nord et la Macédoine au sud. 
En 1261, il dirige les forces bulgares dans la guerre contre la Hongrie, près de Severin. En 1262, il aurait combattu les Byzantins ayant envahi ses terres. En parallèle, il commande une copie du nomocanon, envoyée à Cyril III, le métropolite de Kiev. Dans la lettre l'accompagnant, Jacob écrit à « Cyril III, l'évêque de toute la Russie, terre de mes ancêtres », ce qui accrédirait la thèse sur ses origines. Il termine en signant en tant que despote bulgare. Il fait aussi battre ses propres monnaies, comprenant des images imparfaites de Démétrios de Thessalonique ou de lui-même, habillé en guerrier, portant une épée et un casque.

## Relations fluctuantes entre la Hongrie et la Bulgarie
En 1263, la situation de la Bulgarie est complexe. Le tsar Constantin craint une invasion byzantine ainsi que la prétention de son prédécesseur renversé, Mitso Asen. Quand les Byzantins attaquent, Constantin n'a pas les moyens d'aider Jacob Svetoslav, qui se tourne vers le roi Étienne V de Hongrie. Grâce à cette alliance, les Byzantins sont repoussés et Jacob pousse même son avantage au-delà de ses frontières. En retour, il devient le vassal de la Hongrie et obtient comme terres la province de Vidin sur le Danube, autrefois gouvernée par Rostislav IV de Kiev. Ce territoire s'ajoute à ceux qu'il contrôle déjà. En 1264, la Hongrie sombre dans la guerre civile entre Etienne V et son père, Béla IV. Pour Svetoslav, la situation se complique et il craint que sa position ne soit compromise en cas de succès de Béla. En 1265, il revient dans le giron bulgare et reconnaît l'autorité de Constantin. Il va même jusqu'à lancer un raid sur des forteresses hongroises au nord du Danube. Au printemps 1266, Etienne V sort vainqueur du conflit interne à la Hongrie et reprend Vidin dès le 23 juin, après un court siège. Deux raids sont aussi lancés pour ravager les environs. Si les Bulgares résistent, ils ne peuvent empêcher la prise de plusieurs cités, dont Pleven. A nouveau, Jacob Svetoslav manœuvre habilement et est nommé par Etienne V comme gouverneur de cette région. Les sources hongroises vont jusqu'à le qualifier de tsar des Bulgares, peut-être pour provoquer une guerre entre lui et Constantin ou simplement pour satisfaire ses ambitions.

## Soumission finale et mort
La mort d'Etienne V en 1272 amène sur le trône hongrois son jeune fils, Ladislas IV de Hongrie avec sa mère, Élisabeth la Coumane, comme régente. Svetoslav est alors toujours le gouverneur de Vidin mais, en 1273, les Hongrois sont chassés de Braničevo par les Bulgares. Svetoslav est alors isolé et, plutôt que d'être attaqué, il préfère se soumettre à nouveau à la Bulgarie. Il se rend dans la capitale, Veliko Tarnovo, pour négocier auprès de Marie Paléologue Cantacuzène, impératrice consort, qui règne de facto depuis que Constantin est affaibli par de graves problèmes de santé. L'impératrice décide de l'adopter comme son deuxième fils, ce qui consacre les liens de Svetoslav avec la couronne bulgare mais il semble avoir été encore plus ambitieux. Prévoyant d'éliminer le futur Michel Asen II, enfant naturel de Marie, celle-ci l'aurait fait empoisonner vers 1275 ou 1277. Quant à ses possessions, le sort de Vidin est incertain mais une partie d'entre elles sont certainement revenues sous le contrôle direct de l'Empire bulgare, à l'image de la région de Svrljig.